# 石川酒造
石川酒造株式会社（いしかわしゅぞう）は、東京都福生市熊川に本社および工場を置く日本の酒造会社。日本酒のほか、地ビールも製造している。

## 概要
江戸時代、石川家は武蔵国多摩郡福生村（現・福生市）一円を仕切る「庭場」と呼ばれる公職を務めた庄屋で、農家を営んでいた。13代目当主・石川和吉は農業に軸足を置きながら在郷商人として、青梅産の縞織物の販売を通じて、酒造業への計画的転換の準備を始めた。1863年（文久3年）9月1日、多摩郡小川村（現・あきる野市）の森田酒造の蔵を借り、石川和吉が酒造りを開始したのが石川酒造の始まりである。1880年（明治13年）、小川村から熊川（現在地）に移り酒蔵を建てた。1888年（明治21年）2月、ビールの醸造を開始、近在や東京・横浜などに販売した。その後、一時期ビールの醸造を中止していたが、1998年（平成10年）再びビール造りを開始した。現在、18代目当主である石川彌八郎（太郎）社長の下、日本酒の「多満自慢（たまじまん）」、地ビールの「多摩の恵」のブランドを製造・販売している。
明治13年の現在地移転時に建てられた蔵や門が国の登録有形文化財として残っている（後述）。1970年代の地酒ブーム以降に増えた見学希望にその都度対応していたが、後に常設の観光施設として受け入れるようにして、史料館などを整備した。見学者は多い年で約1万人（このうち外国人が約2000人）、レストランのみの利用者を含めると約10万人が訪れる。
「多満自慢」の由来
石川酒造の代表銘柄。「多摩の心をうたいつつ、多摩の誇りとなるよう、地元はもとより広く多くの人たちの心を満たしたいという願いをこめて」、1933年（昭和8年）に「多満自慢」が完成された時に命名された。それ以前は、「八重桜」という名だった。

## 沿革
- 年代不詳 - 13代目・石川和吉、農業から酒造業への転換を計画。
- 1863年（文久3年） - 13代目・石川和吉、多摩郡小川村（現・あきるの市）で、農業の傍ら酒造りを開始。
- 年代不詳（明治初期） - 石川和吉の甥の石川千代蔵が14代目を継ぐ。
- 1880年（明治13年） - 小川村から、現在地の熊川に移り酒蔵を建てる。
- 1888年（明治21年） - ビール醸造を始めたが、その後、一時期、醸造を中止した（王冠技術がなく瓶が破裂したため）。
- 年代不詳（明治末期） - 14代目・石川千代蔵、事業を拡大し蔵を次々と建てた。
- 年代不詳  (昭和初期) - 15代目・石川泰助、事業拡大による借金の返済に苦労する。
- 1933年（昭和8年） - 16代目・石川真作、「多満自慢(たまじまん)」を完成した。
- 1940年（昭和15年） - 市町村制の施行により、旧福生村と熊川村が合併して福生市となる。
- 1945年（昭和20年） - この頃まで、農業と酒造業の二足のわらじが続いたが、農地改革により酒造業に専念。
- 1955年（昭和30年） - 17代目・石川彌八郎の時、東京都には20軒ほどの蔵元があった。特に福生は酒造が盛んだった。
- 1970年代（昭和45年） - 17代目・石川彌八郎の時、日本酒消費量のピークが続いた。
- 1980年代（昭和55年） - 酒造への来訪者誘致策として、蔵見学を開始した。
- 1990年（平成2年） - 石川太郎（後の18代目・石川彌八郎）が大学を卒業し、石川酒造に入社。
- 1998年（平成10年） - 地ビール醸造の再挑戦により「多摩の恵」を完成。コンセプト「酒飲みのテーマパーク」を打ち出し、土蔵を改造し「雑蔵」レストラン、「福生のビール小屋」をオープン。
- 2002年（平成14年） - 石川彌八郎（太郎）、18代目を継承。東京オリンピック開催等による外国人観光客増加を見越し、「日本で一番外国人観光客が訪れる酒造」を目標に掲げた[2][3][4]。
- 2015年（平成27年）4月 - コンタツ社と共同開発したクラフトビール「TOKYO BLUES」を発売。
- 2016年（平成28年）11月 - JR両国駅舎内の商業施設「-両国-江戸NOREN」に「東京商店」オープン[6]。
- 2017年（平成29年）12月 - 「雑蔵」レストランを閉店し、「福生のビール小屋」の改修工事を実施（2018年1月15日 - 同年3月末完了）。
- 2019年（令和元年）
  - 6月14日 - 発酵と食育をテーマとしたSAKE・BEER・OMUSUBI「ぞうぐら」開店[7]。
  - 11月27日 - コンタツ社企画のインバウンド向け日本酒「TOKYO Local Craft SAKE」シリーズ発売（田村酒造場や小澤酒造とともに参加）[8]。
- 2020年（令和2年）
  - 11月15日 - 「SAKE・BEER・OMUSUBI ぞうぐら」閉店。12月4日、同敷地内に「一番地の酒と活魚 食道 いし川」開店[9]。
- 2024年（令和6年）
  - 1月28日 - 拝島駅前に多摩地域特産品のセレクトショップ「たまてばこ」を開店[10]。

## 主な商品

### 日本酒
- 多満自慢（純米酒、大吟醸、吟醸酒ほか）

### 地ビール・クラフトビール

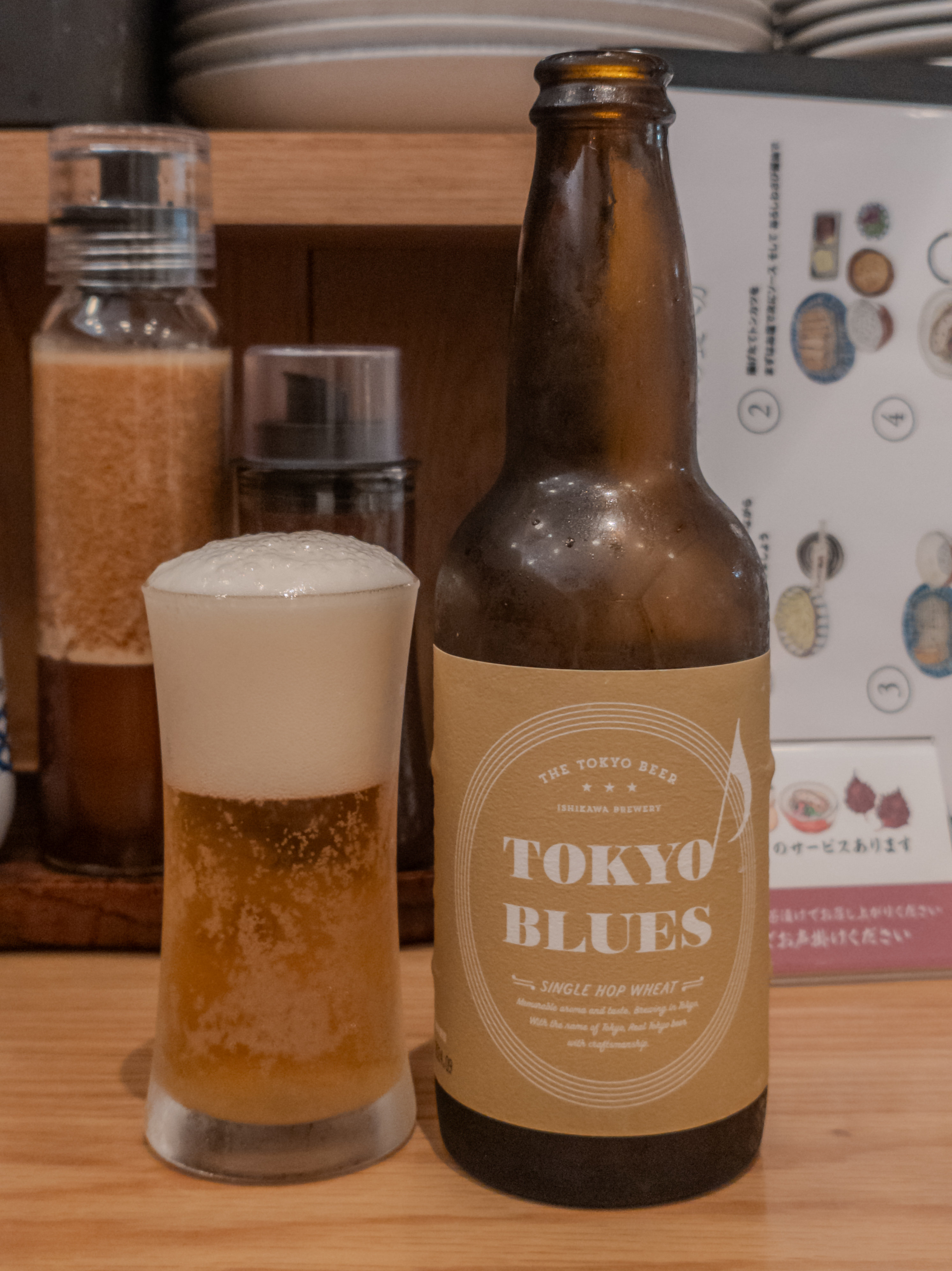
TOKYO BLUES シングルホップウィート 小瓶

- 多摩の恵
ペールエール、ピルスナー、デュンケルのほか、期間限定商品など
- TOKYO BLUES
セッションエール、ゴールデンエール、シングルホップウィートなど

## 営業情報
- 定休日 - 土・日曜日・祝日
- 営業時間 - 8:30 - 17:30
- 駐車場 - 有り、大型車両可

「福生のビール小屋」 - イタリアンレストラン 
- 定休日 - 月・火曜日（祝日除く）
- 営業時間 - 11:30 - 21:30
- 座席数 - 屋内50席、屋外40席

「一番地の酒と活魚 食道 いし川」 - 和食レストラン 
- 定休日 - 水曜日
- 営業時間 - 11:30 - 15:00、17:00 - 22:00
（土日祝：11:30 - 22:00、ランチタイムは全日 11:30 - 14:30）
- 座席数 - 屋内40席、屋外20席

直売店「酒世羅」
- 定休日 - 火曜日（12月を除く）
- 営業時間 - 10:00 - 18:00

## 見学情報
蔵見学
- 開催日 - 通年、土・日曜日・祝日（年末年始、仕込みの繁忙期は休み）
- 開始時間 - 1回目 - 午前10時30分、2回目 - 午後2時、3回目 - 午後4時（所要時間は約1時間、1名可、英語案内可）
- 予約申込 - 見学希望日の前日までに予約、15名以上の見学は時間等の相談必要。

雑蔵資料館 - 江戸・明治・昭和の酒造り、ビール造りの歴史資料
- 定休日 - 水・木曜日（祝日を除く）
- 見学時間 - 午前11時30分 - 午後9時30分[14]

## 文化財
登録有形文化財（建造物）
登録年月日:2004年（平成16年）2月17日、種別:産業2次/建築物、登録基準:国土の歴史的景観に寄与しているもの。
石川酒造本蔵
年代:1880年（明治13年）建築、土蔵造2階建、瓦葺、建築面積734m2。
石川酒造新蔵
年代:1898年（明治31年）建築、1958年（昭和33年）増築、土蔵造2階建、鋼板葺、建築面積489m2。
石川酒造向蔵
年代:1896年（明治29年）建築、土蔵造2階建て、瓦葺、建築面積577m2。
石川酒造雑蔵
年代:1898年頃（明治31年）建築、土蔵造2階建、瓦葺、建築面積133m2。
石川酒造長屋門
年代:1830年-1867年（江戸時代末期）建築、木造平屋建、銅板葺、建築面積89m2。
石川酒造文庫蔵
年代:1863年（文久3年）建築、土蔵造2階建て、瓦葺、建築面積58m2。

## 受賞歴
全国新酒鑑評会
- 平成22酒造年度 - 「多満自慢」金賞受賞[21]
- 平成30酒造年度 - 「多満自慢」金賞受賞[22]

## 交通
鉄道
JR青梅線拝島駅より徒歩約20分、タクシー約8分。
自動車
中央自動車道 八王子ICより約17分。

## ギャラリー

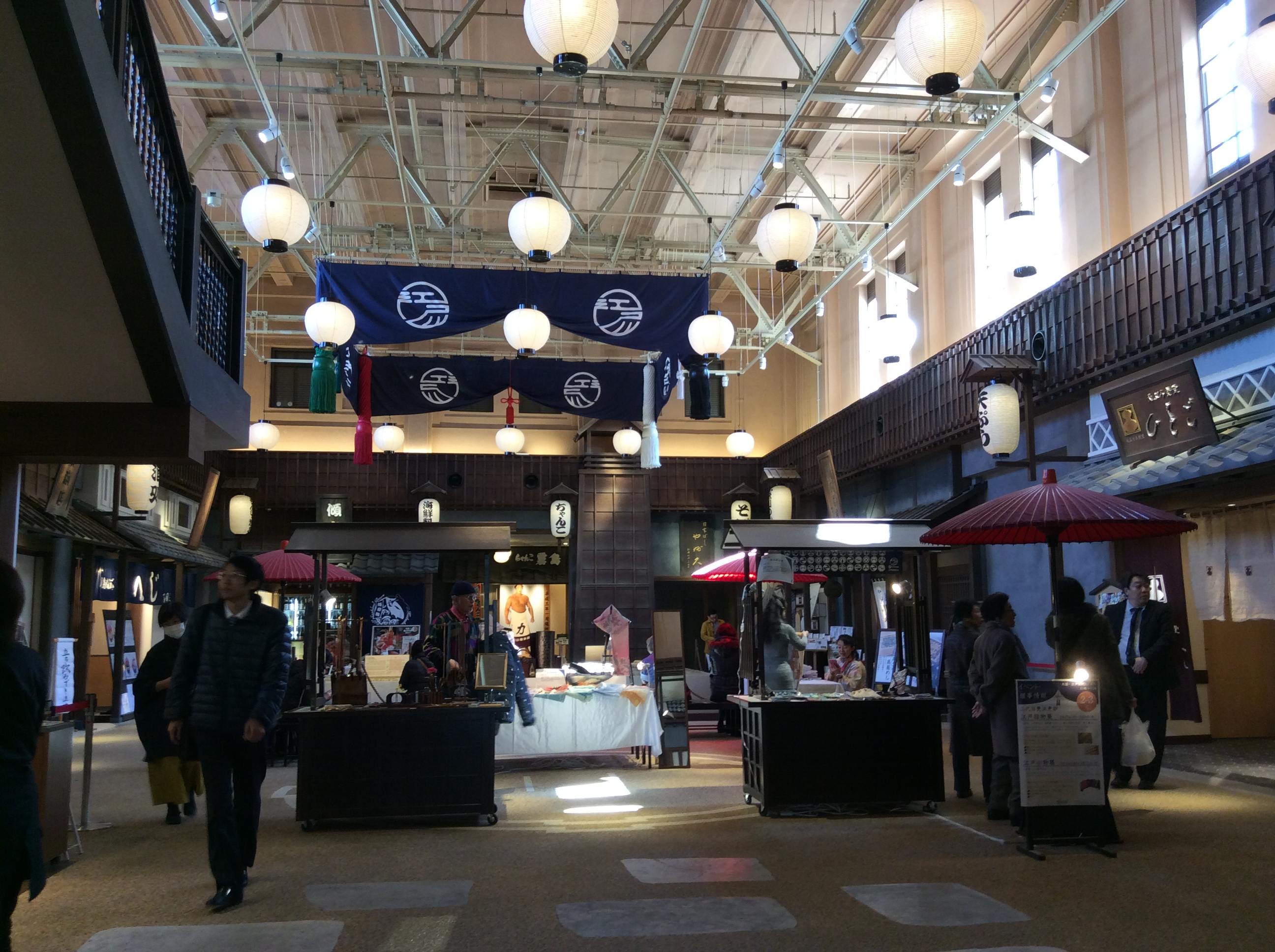
「江戸 NOREN」の1階（2017年3月3日撮影）

## 関連文献
- 多仁照広著『多満自慢石川酒造文書 第4巻』霞出版社、1989年
- 石川彌八郎「石川酒造」『日本醸造協会誌』第85巻第7号、日本醸造協会、1990年、488頁、doi:10.6013/jbrewsocjapan1988.85.488。
- 福生市教育委員会事務局生涯学習推進課文化財係編『石川彌八郎家（石川酒造）文書目録』「福生市文化財総合調査報告書 第33集」2010年10月